# Eligma narcissus
Eligma narcissus  (лат.) — вид ночных бабочек из семейства нолид.

## Описание

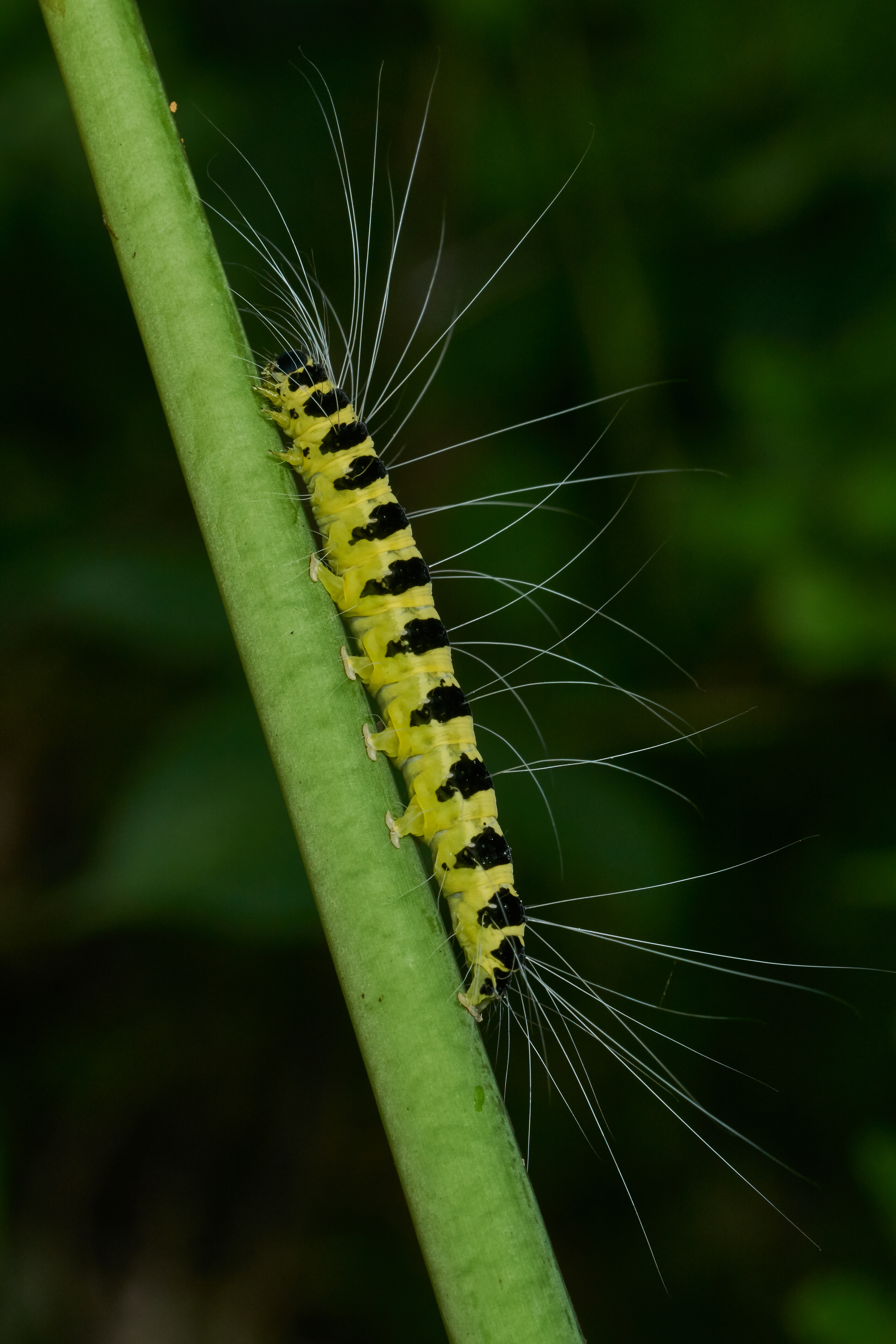
Гусеница

Лоб и базальные членики усиков обычно с пучками чешуек. Глаза голые, глазки отсутствуют. Передние крылья с хорошо развитым рисунком из перевязей и полос и с 3 очень характерными пучками торчащих чешуек.

## Ареал
Область распространения вида охватывает Северный, Центральный и Восточный Китай, некоторые районы Кореи и Японии. Также встречается в Южном Китае, Тайване, Индии и других странах Юго-Восточной Азии.

## Биология
Бабочки активны ночью. В Палеарктической области ареала вида за год развивается 2 поколения бабочек. Зимует куколка.
Гусеница питается на айланте, туне, канариуме, а также на персике, Ailanthus altissima, Amygdalus persica, Toona sinensis. Гусеницы окукливаются в прочном, как будто сделанном из пергамента, коконе.